# Esprit-Tranquille Maistral
Esprit-Tranquille Maistral (21 mai 1763 à Quimper - 5 novembre 1815 à Guipavas) est un officier de marine français. Il termine sa carrière avec le grade de contre-amiral.

## Biographie
Fils de François Louis Maistral, conseiller médecin du roi et de la marine, et de Françoise Yvonne Bouisse, Esprit-Tranquille Maistral rejoint la marine comme mousse le 1er juillet 1775 à bord de la frégate l’Oiseau, (armée à Brest pour l’Amérique de mai 1775 à avril 1776). Le 10 octobre 1776, il est matelot sur le vaisseau de 74 canons, le Roland (armé à Brest d’octobre 1776 à avril 1778), et le 27 avril 1778, il est promu timonier sur le vaisseau de 118 canons, la Bretagne, en rade de Brest d’avril à juin 1778.

### Guerre d'indépendance américaine
Le 29 juin 1778, il se porte volontaire pour servir sur le Marseillais, vaisseau de ligne de 64 canons, commandé d’abord par d’Amblimont, puis par de Retz, de l’escadre du comte d'Orvilliers ; et le 27 juillet 1778 il prend part à la bataille d'Ouessant contre l’escadre anglaise commandée par l'amiral Keppel. Le 6 juillet 1779 il prend part à la bataille de la Grenade sous commandement de d’Estaing, puis le 18 décembre 1779 à la bataille de la Martinique sous commandement de La Motte-Piquet, puis le 17 avril 1780 au combat de la Dominique sous commandement du comte de Guichen et aux combats de Sainte-Lucie les 16 et 19 mai 1780, également sous commandement de Guichen.
Le duc de Retz obtient pour lui le grade d’officier auxiliaire, équivalent à lieutenant de frégate, et nommé sur le Scipion (74), commandé par Grimouard, de l’escadre du comte de Grasse. À bord, il participe le 29 avril 1781 à la bataille de Fort-Royal, le 5 septembre 1781 la bataille de la baie de Chesapeake le 5 septembre 1781, à la bataille de Saint-Christophe les 25 et 26 janvier 1782 et à la bataille des Saintes du 9 au 12 avril 1782. Le 18 octobre 1782 (bataille d'Hispaniola), le Scipion qui revenait d’escorter avec la frégate la Sibylle un convoi sorti du Cap, lorsqu’il rencontre dans le canal de Porto Rico les navires anglais London de 98 canons et le Tobay de 74. Grimouard après quatre heures de combat se décide de faire route vers Saint-Domingue pour mouiller dans l’anse du Port à l’Anglais, baie de Samaná. Mais au moment où le Scipion jette son ancre, il se brise sur une roche. Maistral quoique blessé à la jambe gauche par un éclat de bois, est chargé par Grimouard de diriger l’évacuation et atténuer les pertes. Après le naufrage, le 20 octobre 1782, Maistral embarque à Saint-Domingue en avril 1782 sur le Fantasque, et arrive en France en juillet.
Maistral n’avait pas encore vingt ans et déjà quatorze combats soutenus dans l’espace de quatre années en avaient fait un habile manœuvrier. Louis XVI informé des preuves multipliées qu’il avait données de son talent et de sa bravoure lui accorda le 22 juillet 1783 sur la demande de Grimouard, le grade lieutenant de frégate et une gratification de 600 francs et nommé sur la flûte l’Étoile. En octobre 1783, l’Étoile quitte Lorient, à destination de Saint-Domingue, où elle arrive en septembre 1784. L'année suivante, il est transféré sur la flûte le Mulet à Brest, et quitte en octobre 1785 pour Saint-Domingue, où il arrive en mars de l'année suivante.
Le 1er mai 1786, Maistral est promu sous-lieutenant de vaisseau et nommé sur la corvette le Malin pour une campagne d’évolution de juin à septembre, commandé par d’Orvilliers et faisant partie de l’escadre aux ordres d’Albert de Rions. Il est ensuite transféré sur le tout nouveau Léopard, vaisseau de 74 canons, commandé par Armand de Kersaint, sur lequel il navigue de juillet à février 1788 pour faire des épreuves de gréement et d’installation. De mars à novembre 1788, il navigue vers Terre-Neuve sur la corvette la Vigilante.

### Révolution française
De mars 1790 à juin 1791, Maistral sert sur la corvette Sans-Soucis, au large de Saint-Domingue. À la suite de ces campagnes, Louis XVI lui confère le Mérite militaire. En juin, il est transféré sur la frégate Proserpine, et en novembre sur la flûte la Normande.
Le 1er janvier 1792, Maistral est promu lieutenant de vaisseau. Le 12 novembre, il est nommé sur l’Éole, vaisseau de 74 canons, à Saint-Domingue. Le 1er janvier 1793, il est promu capitaine de vaisseau de 2e classe, et prend le commandement de l’Éole du 20 mars au 8 avril, et du 16 mai au 25 juin il est capitaine de la Normande et fait une campagne en Nouvelle-Angleterre. Le 1er janvier 1794, il est promu capitaine de vaisseau de 1re classe. À son retour à Brest le 25 juin, il est arrêté et détenu au château de Brest et libéré le 18 novembre 1794, après la réaction thermidorienne, et sert au port de Brest.
Le 21 mars 1796, il est promu chef de division et sollicité par le contre-amiral Nielly pour prendre le commandement du Terrible,vaisseau de 110 canons du 27 avril au 11 novembre. Sa réputation d’habile manœuvrier détermina l’amiral Morard de Galles de lui confier le Fougueux, vaisseau de 74, sur lequel il rend part à l'expédition d'Irlande, et qu'il commandait du 12 novembre 1796 au 17 août 1797.
Le 9 mars 1798, Maistral prend le commandement du Mont-Blanc, vaisseau de 74, avec lequel il prend part à l'expédition Bruix de 1799 ; le 5 mars 1800, il est remplacé par son frère, le capitaine Désiré Marie Maistral, capitaine du Formidable, vaisseau de 80, et capitaine de pavillon du contre-amiral Pierre Dumanoir Le Pelley, jusqu'au 26 avril, puis reprend le commandement du Mont-Blanc, pour le garder jusqu'au 24 janvier 1801.
Le 29 juin, il épouse Rose Aimée Perrine Chardon de Courcelles à Brest.
Le 23 septembre 1800, le grade de chef de division ayant été supprimé dans la marine française, Maistral est reclassé capitaine de vaisseau de 1re classe. Il a ensuite successivement commandé le Patriote (74), sur lequel il croise au large de Saint-Domingue du 25 janvier 1801 au 27 avril 1802 ; avec le Berwick, du 28 avril 1802 au 12 juin 1803, il transporte à la Martinique des troupes qui devaient reprendre possession de cette colonie ; puis sur l'Annibal (74), du 13 juin 1803 au 10 juin 1804, pour une campagne dans le Levant.

### Premier Empire
Le 11 juin 1804, il embarque sur le Neptune, 80 canons, placé sous les ordres du vice-amiral La Touche-Tréville et faisant partie de l’escadre de Méditerranée, puis sous ceux de l’amiral de Villeneuve. À la bataille du cap Finisterre, le 22 juillet 1805, il vient au secours de l'Atlas sur le point de tomber au pouvoir de l’ennemi.
À la bataille de Trafalgar, le 21 octobre 1805, Villeneuve avait désigné le Neptune comme matelot d’arrière du vaisseau amiral, le Bucentaure, mais séparé de lui, permettant au HMS Victory de s’engouffrer dans la brèche ouverte, malgré les efforts du Redoutable pour combler l'écart. Le Neptune vient au secours du vaisseau espagnol le Príncipe de Asturias et se réfugie à Cadix, après avoir eu 13 tués et 24 blessés. Le 21 juillet 1806, il débarque du Neptune et rentre en France.
Après Trafalgar, Maistral tombe provisoirement en disgrâce et est privé de tout commandement jusqu'au 12 novembre 1810, quand il prend le commandement du 15e équipage de flottille. Puis le 1er avril 1811, il est transféré au 19e équipage, et du 20 juillet 1813 au 18 juillet 1814, il est chef militaire du port de Brest.
Le 1er juillet 1814, Maistral est promu contre-amiral, obtient le 30 septembre une pension de retraite de 2 400 F (pension confirmée par décret du 4 mai 1815), et le 25 mai 1815, il est confirmé dans son grade.
Il meurt à son domicile de Pénandalot en Guipavas à deux heures dans la nuit du 5 novembre 1815.

## Distinctions
- Chevalier de la Légion d'honneur le 6 février 1804
- Officier de la Légion d'honneur le 15 juin 1804
- Mérite militaire

## Sources et bibliographie
- Danielle et Bernard Quintin, Dictionnaire des capitaines de vaisseau de Napoléon, Paris, 2003, SPM, 427. Kronos no 37, L’Harmattan
- Prosper Levot, Biographie bretonne, t. 2, 1857 (lire en ligne), p. 385